# Наносен конус
Наносен конус е акумулативна форма на релефа (в план във вид на конус, а в обемно изражение – на полуконус), образувана от натрупването на разрушен едър и дребен скален материал от временни водни потоци и малки реки, при изхода им от планината и навлизането им в равнината. Основната причина за ветрилообразното отлагане на наноси при прехода от планински към равнинен релеф е рязката промяна на скоростта на течението на водния поток. Върхът на наносния конус винаги е насочен нагоре срещу течението на реката или потока. С такива наносни конуси у нас са оградени северните подножия на Витоша и южните на Стара планина.